# Megacolon tossico
Il megacolon tossico è la complicanza più importante della rettocolite ulcerosa, una malattia infiammatoria cronica intestinale, caratterizzata da un'abnorme distensione del colon a causa del danneggiamento del plesso mioenterico di Auerbach. Con il danno dei plessi nervosi collocati nella parete dell'organo questo perde la coordinazione motoria con accumulo e ristagno di feci e metaboliti tossici, nonché aumento della flora microbica. Il colon in questa condizione patologica può raggiungere dimensioni considerevoli.

## Eziologia
Come già specificato, il megacolon tossico è l'evoluzione di un quadro di rettocolite ulcerosa (2-13% dei casi di RCU) o, più raramente, della malattia di Crohn (2-6%). Nei paesi in via di sviluppo, è a volte complicanza di dissenteria bacillare o di colite pseudomembranosa. Le cause principali, sebbene non ancora ben note alla medicina, sembrano risiedere in una diffusione del processo infiammatorio a tutti gli strati della parete intestinale, oltre che in un calo della kaliemia e dei tassi di altri elettroliti presenti nel flusso ematico.

## Clinica
L'esordio può avvenire in maniera rapida o lenta ed è sempre accompagnato da diarrea ematica ingravescente, dolore addominale, nausea, vomito, tossicosi, febbre, tachicardia, disidratazione e possibile stato confusionale.

## Diagnosi
La diagnosi è prettamente radiologica, segnalata da un aumento del diametro del colon e spesso dalla presenza di aria libera nel peritoneo, derivata da una perforazione intestinale silente.
È sempre sconsigliabile in questi casi l'utilizzo della colonscopia come mezzo di diagnosi, al fine di scongiurare la perforazione del viscere (la cui parete, a causa della patologia, è fragile), evento che potrebbe provocare uno pneumoperitoneo o peritonite.

## Trattamento
Nelle prime 48 ore la terapia è esclusivamente medica. Anche in caso di miglioramento temporaneo, viene quasi sempre eseguita una colectomia totale, con un'ileostomia definitiva o, alternativamente, un'anastomosi ileo-rettale o ileo-anale con pouch.

## Prognosi
Se il megacolon tossico si perfora, il quadro generale degenera in una peritonite. In questo caso la prognosi può essere infausta, con una mortalità che raggiunge il 30% dei casi.